# Xutun (köpinghuvudort i Kina, Liaoning Sheng, lat 40,34, long 122,39)
Xutun är en köpinghuvudort i Kina. Den ligger i provinsen Liaoning, i den nordöstra delen av landet, omkring 180 kilometer sydväst om provinshuvudstaden Shenyang. Antalet invånare är 19 141. Befolkningen består av 9 293 kvinnor och 9 848 män. Barn under 15 år utgör 13,0 %, vuxna 15-64 år 76 %, och äldre över 65 år 9,0 %.
Runt Xutun är det tätbefolkat, med 297 invånare per kvadratkilometer. Närmaste större samhälle är Gaizhou, 5,8 km norr om Xutun. Omgivningarna runt Xutun är en mosaik av jordbruksmark och naturlig växtlighet.
Genomsnittlig årsnederbörd är 910 millimeter. Den regnigaste månaden är juli, med i genomsnitt 262 mm nederbörd, och den torraste är januari, med 7 mm nederbörd.